# Дориа, Джорджо
Джорджо Дориа (итал. Giorgio Doria; 4 декабря 1708, Генуя, Генуэзская республика — 31 января 1759, Рим, Папская область) — итальянский куриальный кардинал и доктор обоих прав. Титулярный архиепископ Халцедонии с 5 декабря 1740 по 9 сентября 1743. Префект Священной Конгрегации хорошего управления с 6 мая 1754 по 31 января 1759. Кардинал-священник с 9 сентября 1743, с титулом церкви Сан-Лоренцо-ин-Панисперна с 16 марта 1744 по 15 декабря 1745. Кардинал-священник с титулом церкви Сант-Агостино с 15 декабря 1745 по 3 января 1757, in commendam с 3 января 1757. Кардинал-священник с титулом церкви Санта-Чечилия с 3 января 1757.